# Ines Procter

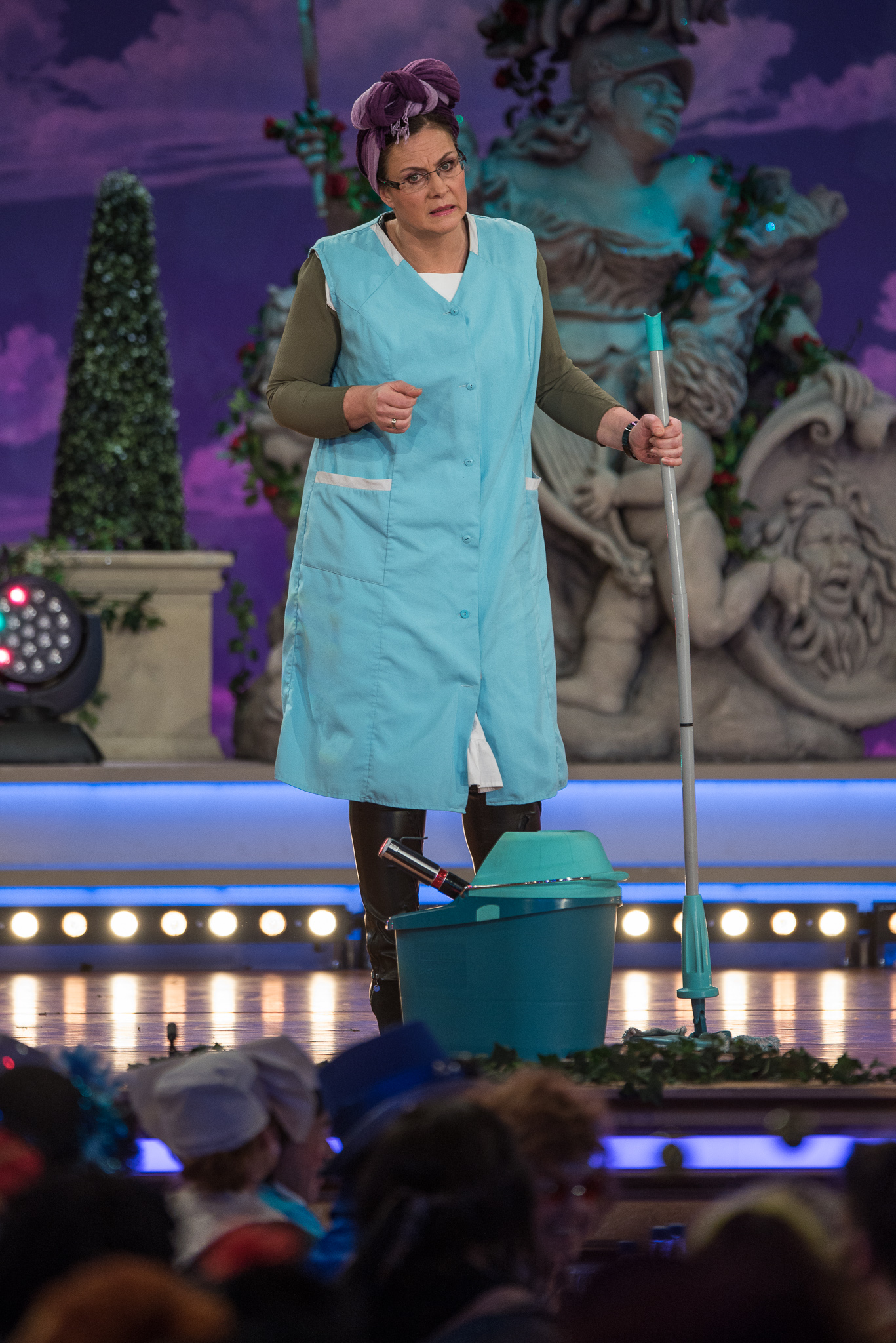
Ines Procter bei der Fastnacht in Franken 2018

Ines Procter (* 26. Mai 1973 in Würzburg) ist eine deutsche Mundartdichterin, Komikerin, Moderatorin und Kabarettistin.

## Leben
Procter ist die Tochter des Malers und Büttenredners Karl Muth. Sie wuchs als jüngste von drei Schwestern in Erlabrunn auf und besuchte die Volksschule Margetshöchheim. Mittlerweile lebt sie mit ihrer Familie in Leinach.
Beim TSV Erlabrunn begann sie mit 14 Jahren Büttenreden in unterfränkischer Mundart vorzutragen. Mit 20 Jahren begann sie, eigene Büttenreden zu schreiben und seit 2005 tritt sie neben Büttenreden auch als Komikerin auf. In ihrer Figur der närrischen Putzfraa tritt sie in Kleinkunstbühnen, in der Närrischen Weinprobe und seit 2015 in der Fastnacht in Franken auf.
Am 23. Februar 2025 erhielt sie von Nürnberger Trichter Karnevalsgesellschaft den „Goldenen Trichter“ verliehen.

## Bühnenprogramme
- 2018: So ein Draag!
- 2022: Verputzt